# 大阪ハリストス正教会
大阪ハリストス正教会（おおさかハリストスせいきょうかい）は、日本ハリストス正教会に所属する正教会の教会である。
大阪府吹田市山手町に所在する生神女庇護聖堂（しょうしんじょひごせいどう）を有する。
明治11(1878)年開教。昭和37(1962)年再建。鐘楼の鐘の一つは明治43(1910)年竣工の前代聖堂のもの。聖堂内は絨毯張りで、土足及び裸足での入堂は厳禁となっている。

## 歴史
大阪における正教会伝道の開始は 明治7(1874)年から明治8(1875)年の頃とされている。明治15(1882)年には天満橋の南にある石町の台地上にある三橋楼（大阪会議の舞台となった有名な料亭）を教会が購入し集会場とした。
ニコライ大主教は、早くから大阪に聖堂を建てる希望を強くもっており、 明治15(1882)年に大阪を巡回した時、聖堂建設のための献金を集めるよう指示した。明治36(1903)年には、ロシアに親書を送り具体案を提出していたが、翌年に日露戦争が勃発したため頓挫した。日露戦争時に捕虜となって大阪の浜寺および愛媛の松山に収容されたロシア人たちが、永眠した仲間の安息のためにそれぞれの地に聖堂が建立されることを願い、献金を積み立てるようになった。
石町の三橋楼跡地に大阪生神女庇護聖堂が建設され、明治43(1910)年7月12日、成聖式を迎えた。以後、この聖堂が大阪における正教の活動拠点となってきたが、1945年6月の大阪大空襲で焼失する。
戦後は石町の聖堂跡に仮聖堂を設けていたが、郊外の吹田市山手町にコンクリート造の新聖堂を設けることとなり、昭和37(1962)年4月15日に新たな大阪生神女庇護聖堂の成聖式が行われた。設計は三井建築設計事務所（顧問三井道男）。